# 1957年海地大選
1957年海地大選，在9月22日舉行，前勞工及衛生部長法蘭索瓦·杜瓦利埃在民族團結黨的旗幟下贏得了總統選舉，得票680,509票擊敗了穆拉托人路易·戴朱瓦。
杜瓦利埃的支持者也贏得了海地眾議院選舉。因擔心杜瓦利埃支持者的報復，大選後戴朱瓦和他的支援者一起流亡古巴。直到1986年2月杜瓦利埃的兒子讓-克洛德·杜瓦利埃倒台後，海地才再次舉行自由或半自由選舉。
這次也是海地第一次正式總統普選，因沒正式選民登記制度，所以選民們剪下左手小指的指甲，蘸上不可磨滅的紅藍墨水，以標記該人已投票。